# Segundo Durandal
Segundo Durandal (17 de març de 1912 - 12 de gener de 1976) fou un futbolista bolivià de la dècada de 1930.
Fou 2 cops internacional amb la selecció boliviana de futbol, amb la qual disputà la Copa del Món de futbol de 1930. Pel que fa a clubs, defensà els colors del Club San Josè entre 1930 i 1938.